# تشاه دكتور نبي بور (يونسي)
تشاه دکتور نبي بور (بالإنجليزية: Chah-e Doktor NabiPur)‏ هي مستوطنة تقع في إيران في قسم يونسي الريفي.